# Fissidentalium eualdes
Fissidentalium eualdes är en blötdjursart som först beskrevs av Barnard 1963.  Fissidentalium eualdes ingår i släktet Fissidentalium och familjen Dentaliidae. Inga underarter finns listade i Catalogue of Life.